# Sint-Bavokerk (Aardenburg)
De Sint-Bavokerk of Sint-Baafskerk is een protestantse kerk in het Nederlandse stadje Aardenburg, in Zeeuws-Vlaanderen. Zij is opgenomen in de "Top 100 van de Rijksdienst voor de Monumentenzorg" van 1990.

## Bouwgeschiedenis
Deze kerk, toegewijd aan Bavo, stamt uit 959. Resten van Doornikse steen, afkomstig van een voormalige Gallo-Romeinse tempel en van een poort van de versterking zijn in het gebouw verwerkt.
De toren uit 1220 met het oudste deel van de kerk, het schip en het dwarspand, is in Nederland het enige belangrijke voorbeeld van de zuivere Scheldegotiek, een regionale bouwstijl uit de overgang van het romaans naar de gotiek uit de eerste helft van de 13e eeuw. De kerk werd in de jaren na 1243 gebouwd op basis van een vroeger kerkgebouw.
De oorsprong van de kerk ligt bij de monniken van de Sint-Baafsabdij uit Gent, die op deze locatie in 959 een kleine kerk bouwden. Door de bevolkingsgroei in de 13e eeuw was Aardenburg uitgegroeid tot een stad met 5.000 inwoners, waardoor de behoefte aan een grotere kerk ontstond. Deze romaanse kerk brandde af in 1202.
In de veertiende eeuw is de kerk uitgebreid met het langgerekte hallenkoor en in de zeventiende eeuw is een woning aangebouwd. Deze doet dienst als consistoriekamer.
Het interieur bevat een klokkenstoel met klok van Johannes Burgerhuys uit 1647. De rugwerkkas van het orgel, afkomstig uit de kerk van Groessen, is van einde achttiende eeuw. De hoofdwerkkas en het instrument zijn van Flentrop Orgelbouw en uit 1954. 
Bij de Slag om de Schelde in 1944 aan het einde van de Tweede Wereldoorlog werd de kerk zwaar beschadigd. Na de restauratie die in 1956 voltooid was, werd een deel van de kerk (schip, transept, toren en dakruiter) eigendom van de Staat der Nederlanden en was als zodanig in beheer bij de Rijksgebouwendienst. Het is op 15 januari 2016 samen met 28 andere monumenten overgedragen aan de Nationale Monumentenorganisatie. Reden van de overdracht is dat het object voor het Rijk geen functie heeft, maar vanwege de monumentale waarde wel goed beheerd en behouden dient te worden.
In 1949 werden onder de kerkvloer bijzondere grafkelders uit de 14de eeuw gevonden. De muren van de grafkelders hebben christelijke afbeeldingen, zoals schilderingen van de Maagd Maria en de kruisiging van Jezus. Een aantal van deze sarcofagen werd uit de grond gehaald en geconserveerd; ze zijn nu in de kerk te zien.